# قره‌زکی (ماه‌نشان)
قره زکی یا قره ذاکر نام یکی از روستاهای دهستان انگوران، بخش انگوران شهرستان ماه‌نشان استان زنجان است. براساس سرشماری نفوس و مسکن سال ۱۳۸۵ جمعیت آن ۱۳۱ نفر و ۳۰ خانوار بوده است.